# Bulevardul 1 Decembrie 1918 din Constanța
Bulevardul 1 Decembrie 1918 este un bulevard din Constanța. Se întinde de la Casa de Cultură până la Gara Constanța, fiind prelungirea Bulevardului Alexandru Lăpușneanu. Prelungirea Bd. 1 Decembrie 1918 este Bulevardul 1 Mai. 
Bd. 1 Decembrie 1918 are drept nume data la care s-a înfăptuit Marea Unire din 1918 și care este, totodată, Ziua Națională a României.